# Walter Borchard
Walter Borchard (* 31. Dezember 1887 in Stettin; † 1. Oktober 1948 in Berlin) war ein deutscher Architekt.

## Leben und Werk

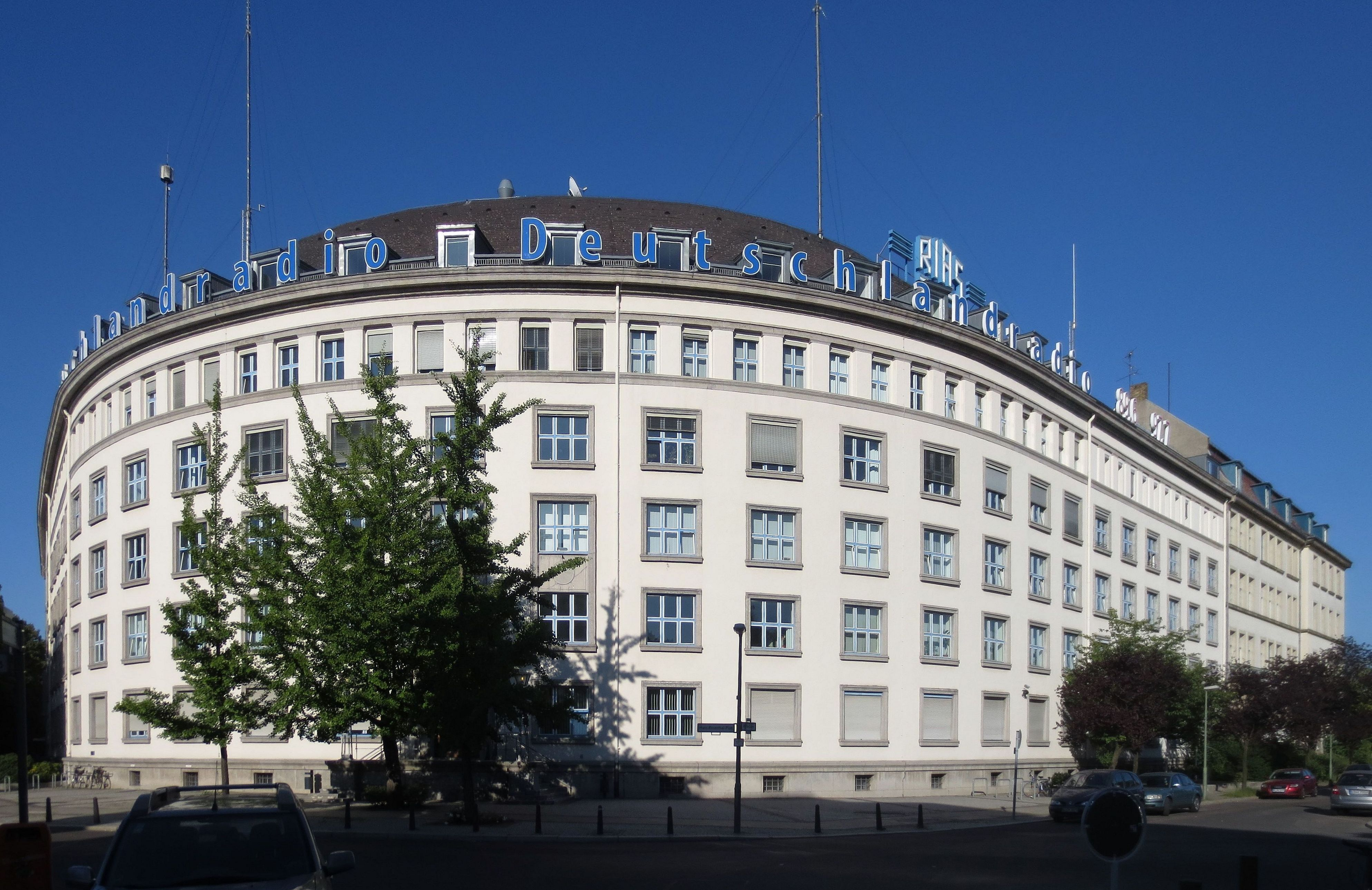
RIAS-Funkhaus

Nach dem Besuch der Realschule in Berlin begann Walter Borchard eine Maurerlehre, die er 1905 mit dem Gesellenbrief abschloss. 1905–1907 studierte er an der Berliner Baugewerkschule. Anfang der 1920er Jahre war er Mitarbeiter im Architekturbüro von Paul Mebes. 1925 gründete er in der Potsdamer Straße sein eigenes Architekturbüro und wurde Mitglied im Bund Deutscher Architekten BDA e.V.
Borchards Architektur ist der klassischen Moderne zuzuordnen. Schon früh hatte er sich einem unprätentiös schlichten und sachlichen Baustil zugewandt. Typisch für viele seiner Wohnbauten sind verglaste Loggien mit filigraner Sprossenführung.
Borchard entwarf zunächst Wohnanlagen und Siedlungsbauten für Baugenossenschaften im gesamten Berliner Stadtgebiet. Bis 1933 sind fast zwanzig Wohnanlagen dokumentiert. Einige davon stehen unter Denkmalschutz, darunter die Zeppelinhäuser im Kissingenviertel an der Prenzlauer Promenade in Berlin-Pankow und eine Anlage an der Puderstraße in Berlin-Plänterwald.

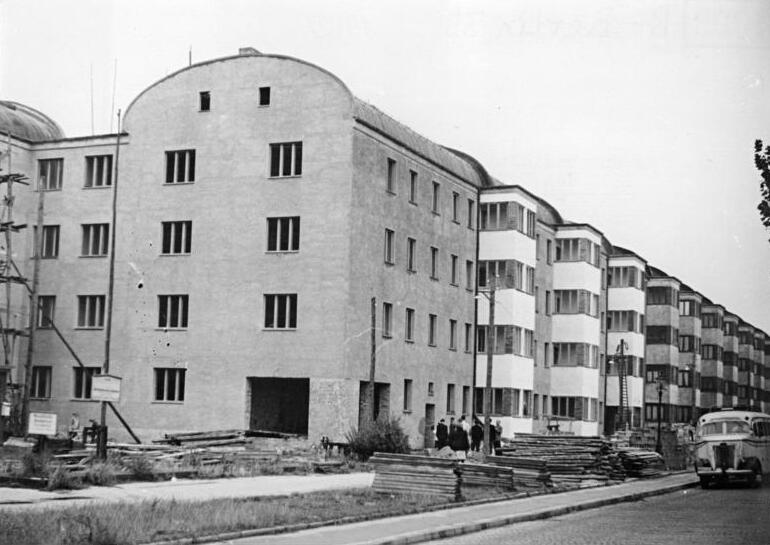
Wohnanlage Zeppelin im Kissingenviertel

Die  Zeppelinhäuser erregten durch ihre spektakuläre Dachschalenkonstruktion Aufsehen. Die Dächer bestehen aus vier Zentimeter dicken Zylinderschalen, die nach dem Zeiss-Dywidag-Verfahren gebaut wurden. Borchard hat dieses neuartige Verfahren erstmals bei den Dächern von Wohnanlagen verwendet.
Für ein Wohnhaus an der Puderstraße in Berlin-Plänterwald entwarf Borchard eine markante runde Ecke. Solche Ecklösungen hatte Borchard als Mitarbeiter im Architekturbüro von Paul Mebes kennengelernt, der das Nordsternhaus neben dem Rathaus Schöneberg entworfen hatte.
Als ab 1933 der Wohnungsbau weitgehend zum Erliegen kam, plante Borchard Verwaltungsgebäude für die aufstrebende Luftfahrtindustrie. Ende der 1930er Jahre erhielt Borchard den Auftrag für den Neubau eines Verwaltungsgebäudes der Bayerische Stickstoffwerke AG in Berlin-Schöneberg, das von 1948 bis 1993 als RIAS-Funkhaus genutzt und bekannt wurde.
Als begeisterter Fotograf hat Borchard mehr als 12.000 Schwarz-Weiß-Negative hinterlassen, die Anfang der 1990er Jahre entdeckt wurden. Er hat zwischen 1936 und 1946 nicht nur politische Ereignisse und Alltagsszenen fotografiert, sondern auch den Fortschritt der Arbeiten auf seinen Baustellen minutiös dokumentiert.

## Bauten (Auswahl)
- 1927–1929: Siedlung Puderstraße in Berlin-Plänterwald
- 1930–1931: Kissingenviertel (zusammen mit Georg Thoféhrn), Wohnanlage Zeppelin mit Freiflächen an der Prenzlauer Promenade in Berlin-Pankow
- 1938–1941: RIAS-Funkhaus am Hans-Rosenthal-Platz in Berlin-Schöneberg (ursprünglich als Verwaltungsgebäudes für die Bayerische Stickstoffwerke AG errichtet)